# تشنغ تشو سيان
تشنغ تشو سيان هو نبال ماليزي، ولد في 1 مارس 1986 في كوالالمبور في ماليزيا.

## وصلات خارجية
- تشنغ تشو سيان على موقع الاتحاد الدولي للرماية بالسهام (الإنجليزية)
- تشنغ تشو سيان على موقع أوليمبيديا (الإنجليزية)
- تشنغ تشو سيان على موقع اتحاد ألعاب الكومنولث (مؤرشف) (الإنجليزية)